# Anceu
Anceu es una parroquia del municipio pontevedrés de Puentecaldelas ―Pontecaldelas en gallego―. Según el censo municipal de 2021 contaba con 158 habitantes (82 hombres y 76 mujeres), distribuidos en tres entidades de población (Anceu, As Esfarrapada y Os Ramis).

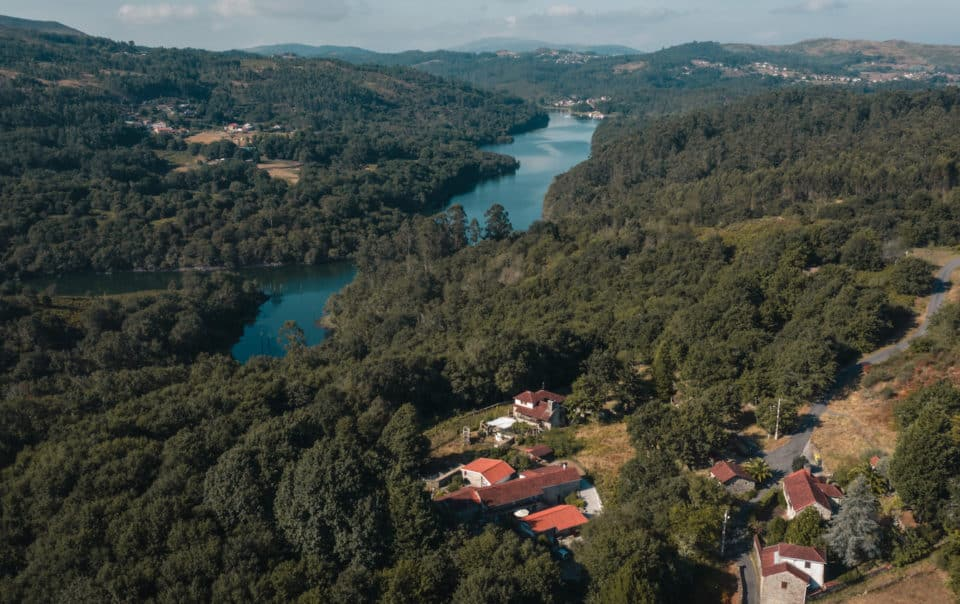
Río Oitaven (Anceu)

## Historia
Su origen podría remontarse a la época celta o prerromana ya que está situada a unos kilómetros del área arqueológica de Tourón, testigos del paso de grupos celtas o castreños.[cita requerida] En el año 825, durante el reinado de Alfonso II de Asturias, se desarrolló la batalla de Anceo a orillas del río homónimo, hoy llamado río Oitavén, en la que las tropas asturianas derrotaron a las huestes musulmanas comandadas por Malik al-Qaisí a quien el emir omeya Abderramán II había encomendado la conquista del reino de Asturias junto con su hermano Al-Abbas, derrotado y muerto durante una escaramuza con las tropas de Alfonso II en Piedrafita.[cita requerida]
Durante los siglos XIX y XX la migración gallega a América fue notoria, desde diversas partes del territorio fueron en busca de nuevas oportunidades, ya que las condiciones negativas por ese entonces generaron en la población un masivo éxodo. Esto se puede apreciar en la arquitectura de estilo indiano en muchas de las casas de emigrantes retornados durante el primer cuarto del siglo XIX. Las fachadas de las mismas marcan el estilo tan característico del norte brasilero en especial de la región de Bahía.[cita requerida]

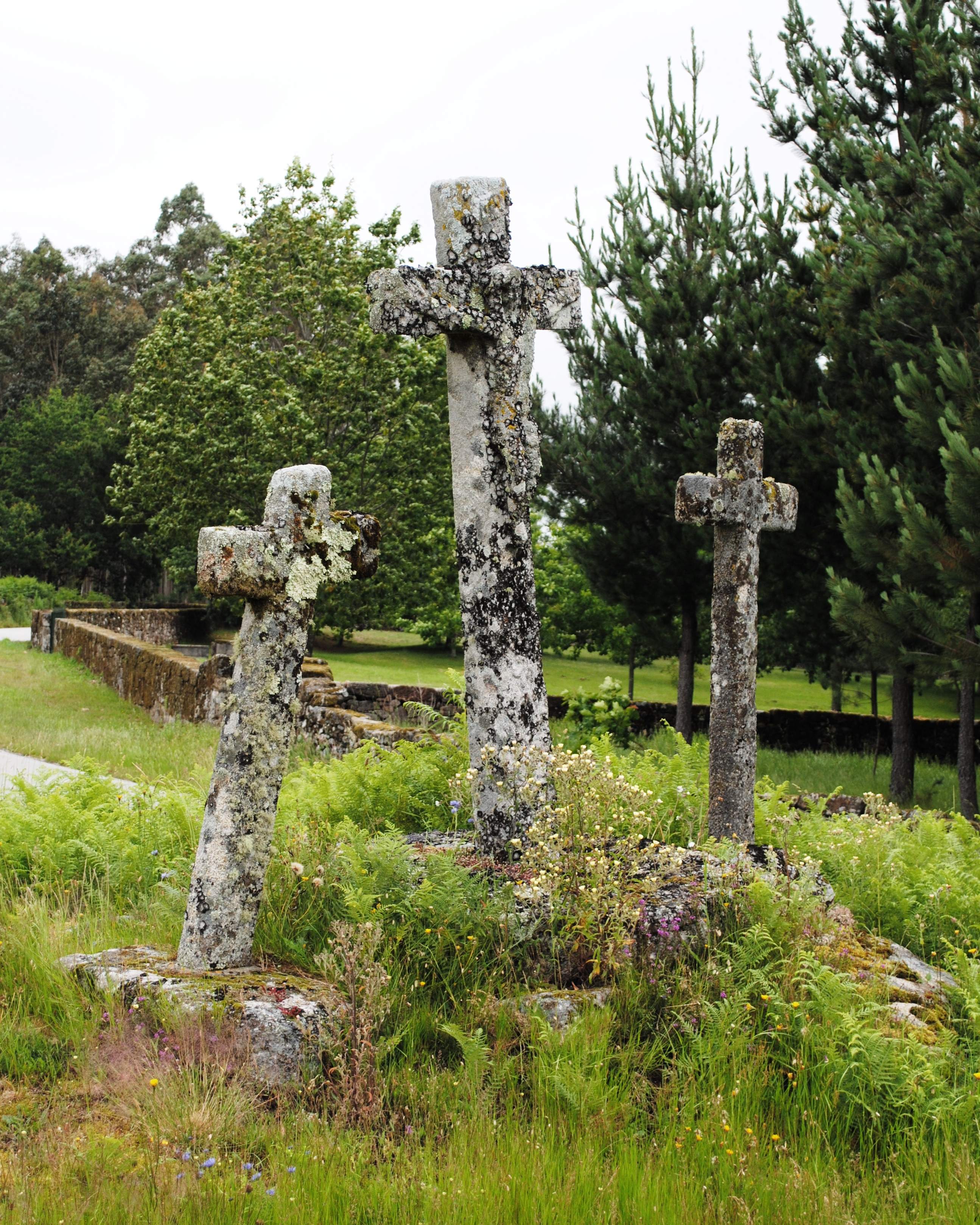
Calvario Anceu (XVIII)